# Rosario irlandés

Rosario irlandés

El rosario irlandés es un decenario que fue usado en Irlanda en la época en que los objetos religiosos fueron prohibidos. Esta modalidad del rosario es fácil de esconder y permitía a los devotos católicos orar con menos temor de ser sorprendidos. 

## Descripción
El crucifijo tiene varios símbolos de la Pasión: un martillo para los clavos de la cruz, un halo o nimbo para la corona de espinas, una jarra simbolizando la Última Cena, cordones que recuerdan el azote de Jesús atado a la columna, la lanza usada en el Calvario, un gallo y una vasija para ilustrar una temprana leyenda apócrifa referente a Judas, el traidor; y tres clavos usados para la crucifixión. Además, pequeñas marcas a lo largo de la cruz a manera de escalera evocan la usada en la crucifixión entre otros objetos alegóricos a la escena del Gólgota.

## Modo de rezarlo
El rosario irlandés se rezaba ocultando el crucifijo en las mangas o la palma de la mano, el aro o anillo se coloca en el dedo pulgar mientras se reza la primera decena del Rosario; terminada esta, se ubica el anillo en el próximo dedo (índice) y se reza la segunda decena, y así sucesivamente hasta terminar las cinco decenas del Rosario.